# Victoria Alric
Pour les articles homonymes, voir Alric.
Victoria Alric, née le 18 avril 1997 à Rodez, est une joueuse de handball qui évolue au poste de gardienne de but au Havre AC Handball.

## Carrière

### En club
Lors de la saison 2017/2018, elle joue principalement avec la réserve de Paris 92, Silje Solberg étant la gardienne titulaire et Déborah Dangueuger sa remplaçante.
À la suite du départ de Silje Solberg pour Siófok, et de l’arrêt de Déborah Dangueuger, Paris 92 recrute l’internationale tchèque Lucie Satrapová en tant que titulaire et Victoria prend la place de remplaçante, laissée vacante.
Elle effectue de nombreuses entrées en jeu.
Elle s’engage en juin 2019 avec Clermont, tout juste promu en Division 2.

### En sélection
En 2012, elle honore sa première sélection en équipe de France jeunes mais se blesse gravement à un genou. Elle effectue son retour avec les bleuettes en 2013, participe au mondial jeunes en 2014 puis se blesse aux ligaments croisés de l'autre genou.

## Statistiques
Lors de la saison 2018-2019, elle totalise, au 17 février 2019, 47 arrêts sur 183 tirs, pour une moyenne de 25,7%.